# Ben-Hur (film, 1959)
Ben-Hur är en amerikansk film från 1959 i regi av William Wyler. Den bygger på en roman med samma namn av Lew Wallace. I huvudrollerna ses  Charlton Heston, Jack Hawkins, Haya Harareet och Stephen Boyd.

## Handling
Filmen utspelar sig under den tid Jesus levde. Den handlar om den judiske prinsen Judah Ben-Hur som återser sin barndomsvän Messala. Messala har blivit utnämnd till tribun för den romerska provinsen Judéen. Judah Ben-Hur och Messala kommer snart på kant med varandra. Detta beror på att Messala kräver att Judah skall ange de judar som konspirerar mot det romerska imperiet. Judah vägrar och efter att Messala sagt att antingen är du med mig eller så är du emot mig, skiljs de åt som ovänner.
Judah har två slavar, Simonides och hans dotter Esther, som är nära vänner till familjen. När de avslöjar att Esther har planer på att gifta sig skänker Judah henne friheten i bröllopsgåva. Judah och Esther inser att de är attraherade av varandra.
Det hålls en parad i Jerusalem, provinsens huvudstad, i samband med att den nye guvernören tillträder. Judah och hans syster Tirzah betraktar paraden från taket på sitt hus, när Tirzah råkar knuffa till några takpannor som faller ner och skadar guvernören. Romerska soldater stormar huset och för bort Judah, Tirzah och deras mor Miriam. Messala dömer Judah till galärerstraffet, medan Tirzah och Miriam kastas i fängelse. Messala har förstått att Judah och hans familj är oskyldiga, men offrar dem för att avskräcka det judiska folket från att göra uppror. Judah svär att hämnas.
När slavkaravanen där Judah ingår passerar genom öknen och rastar i staden Nasaret, staden där Jesus växte upp, håller Judah på att försmäkta av törst. Han faller förtvivlad ner på marken och säger: "Gud, hjälp mig!". En man, som ser vad som händer, lämnar sin snickarverkstad och kommer fram till den liggande Judah. Mannen stryker honom över huvudet och ger honom samtidigt en bägare med vatten. Judah tittar förvånat upp och hans blick möter snickarens. Slavkaravanen med Judah drar iväg, men Judah vänder sig om i sina kedjor för att se mannen som nyss  gett honom nytt livsmod. Med ryggen mot tittarna står snickaren och ser på Judah när han förs bort med de andra slavarna. Flera år senare kommer Judah att förstå att det var Jesus som gett honom vatten.
Tre år senare, år som Judah tillbringat som slav på olika galärer, hamnar han på konsuln Quintus Arrius galär. Denne har fått i uppdrag att bekämpa pirater längs Medelhavets östkust. Arrius blir imponerad av Judahs uthållighet och tro på Gud. När det blir dags för strid med piraterna befaller Arrius att Judah, till skillnad från de andra slavarna, inte ska kedjas fast under striden. Detta blir Judahs räddning eftersom Arrius galär rammas och så småningom sjunker. Innan galären sjunker kastas Arrius över däck och Judah dyker efter och räddar honom. De klamrar sig fast vid en flotte och kommer bort från de andra skeppen. Judah hindrar flera gånger Arrius att ta sitt liv på grund av nederlaget. De räddas senare av en romersk galär och det visar sig att Arrius har vunnit en stor seger. 
Arrius återvänder i triumf till Rom och adopterar Judah som sin son. Judah har framgångar i Rom som kusk vid hästkapplöpningarna på Circus Maximus. Han finner dock ingen ro förrän han räddat sin mor och syster från fängelset i Jerusalem. Han reser därför tillbaka till sitt hemland. 
På väg till Jerusalem stöter Judah på Balthasar, en av de tre vise män som hade besökt den nyfödde Jesus i Betlehem många år tidigare. Balthasar försöker förgäves övertala Judah att överge sina planer på hämnd. Judah träffar också den arabiske shejken Ilderim, som letar efter någon som är skicklig nog att köra en vagn dragen av hans fyra vita, magnifika, arabiska kapplöpningshästar och vinna över Messala och dennes fyra svarta hästar i arenan i Jerusalem. 
Judah besegrar Messala i hästkapplöpningen och Messala blir dödligt sårad när han faller av vagnen och blir överkörd av andra vagnar. På sin dödsbädd berättar Messala att Judah kan hitta sin familj i de spetälskas dal. De har överlevt fängelset men har fått lepra och får därför inte leva bland andra människor. Judah får ingen själsro trots att Messala dör, utan när ett intensivt hat till Rom och allting romerskt.
Esther har hört Jesu bergspredikan och vill ta med Miriam och Tirzah för att de ska få höra Jesus tala och kanske få bli botad. När Judah och Esther hjälpt Tirzah och Miriam in i Jerusalem blir de vittne till rättegången mot Jesus, Golgatavandringen och korsfästelsen. Judah återgäldar då Jesu tidigare barmhärtighet mot honom genom att ge Jesus vatten när han faller ner under bördan av sitt kors. Jesus lyfter upp sitt huvud och möter Judahs blick, men en soldat sparkar undan skopan med vattnet som Judah vill ge Jesus.
Nedanför korset där Jesus nu hänger står Judah och Balthasar och ser upp på den korsfäste. När Balthasar förklarar för Judah att Jesus kom till världen för att ta världens synder på sig frågar Judah medan han ser upp på korset: "Till den här döden?". Balthasar svarar: "Till den här början?".
Esther, Miriam och Tirzah söker skydd i en grotta undan ett oväder som bryter ut efter korsfästelsen. När Jesus hänger på korset känner kvinnorna starkt hans smärta. Jesu hand genomborrad av en spik syns i bild.  Samtidigt inträffar något med kvinnornas egna händer och kroppar. Spetälskan är borta! Blodet som rinner ner från korset fortsätter ner och blandas med regnvattnet och rinner sedan vidare ut i världen. När kvinnorna möter Judah igen berättar han att hatet lämnat hans hjärta efter att han har hört Jesus tala om förlåtelse. Judah säger:“I felt His voice take the sword out of my hand”. Filmen avslutas med en scen där man ser Jesu kors i bakgrunden och en herde och hans flock med får i förgrunden.

## Om filmen

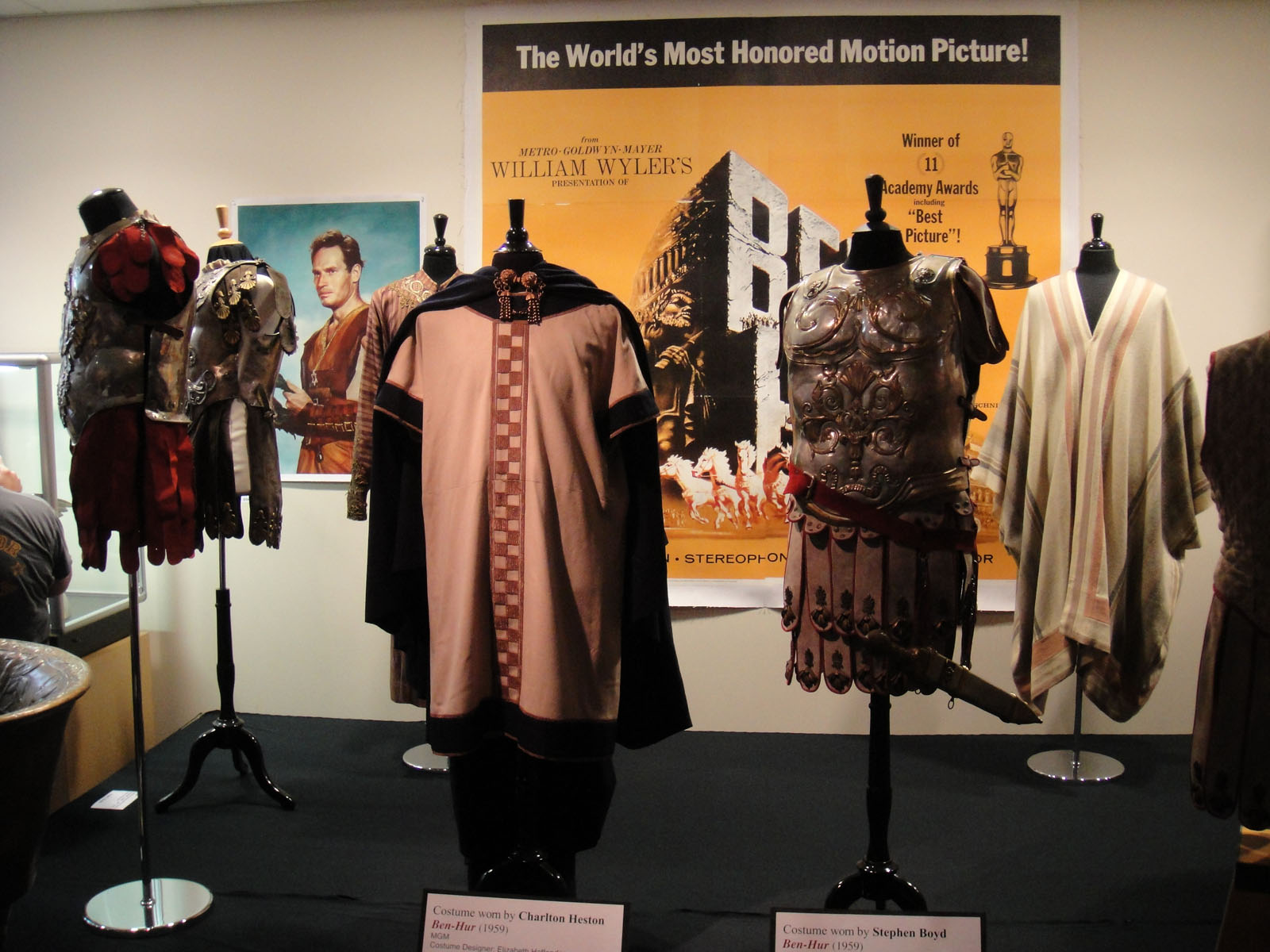
Några av de kostymer som användes i filmen.

- Filmen hade biopremiär i USA den 18 november 1959.[9]
- Filmen hade över 100 000 kostymer, 8 000 statister och en i dåtidens mått mätt gigantisk budget.
- Filmen är baserad på en bok från 1880 av författaren Lewis Wallace, Ben Hur: en berättelse från Kristi tid.
- I dokumentärfilmen The Celluloid Closet hävdar Gore Vidal, som arbetade med manuset, att scenen där Ben-Hur och Messala återser varandra i början av filmen har en dold homoerotisk undertext som antyder att de två männen tidigare varit älskare. Enligt Vidal ska regissören ha talat om detta för Stephen Boyd men inte för Charlton Heston innan scenen filmades.
- Filmen hade Sverigepremiär den 20 februari 1962 i 70 mm kopia på biografen Palladium i Stockholm.[10]

## Rollista i urval
- Charlton Heston - Judah Ben-Hur
- Jack Hawkins - Quintus Arrius
- Haya Harareet - Esther
- Stephen Boyd - Messala
- Hugh Griffith - Sheik Ilderim
- Martha Scott - Miriam
- Cathy O'Donnell - Tirzah
- Sam Jaffe - Simonides

## Utmärkelser
Ben-Hur är en av hittills tre filmer som tilldelats 11 Oscars (de andra är Titanic och Sagan om Konungens Återkomst):
- Charlton Heston tilldelades pris för bästa manliga huvudroll
- Hugh Griffith tilldelades pris för bästa manliga biroll
- William A. Horning, Edward C. Carfagno och Hugh Hunt tilldelades pris för bästa art direction/set decoration (färg)
- Robert Surtees tilldelades pris för bästa färgfoto
- Elizabeth Haffenden tilldelades pris för bästa kostym
- William Wyler tilldelades pris för bästa regi
- Arnold Gillespie, Robert MacDonald och Milo B. Lory tilldelades pris för bästa effekter och specialeffekter
- Ralph E. Winters och John D. Dunning tilldelades pris för bästa klippning
- Miklós Rózsa tilldelades pris för bästa musik
- Sam Zimbalist tilldelades pris för bästa film
- Franklin Milton tilldelades pris för bästa ljud